# Nathalie Sorce
Nathalie Sorce (Mornimont, comuna de Jemeppe-sur-Sambre, 1979) es una cantante belga. Conocida por su participación en el Festival de la Canción de Eurovisión 2000.

## Inicios
Nacida en Bélgica, su familia es de origen italiano. Un familiar presentó una grabación de Nathalie cantando el tema góspel Amazing Grace en el programa de búsqueda de talentos de la televisión belga Pour la gloire en la categoría de solistas, que ella terminó ganando. Grabó su primer álbum con el título "Wonderful Grace".

## Festival de Eurovisión
Participó en la preselección de la televisión RTBF que tuvo lugar el 18 de febrero de 2000, para elegir la representante de Bélgica en el Festival de la Canción de Eurovisión 2000. Su canción Envie de vivre obtuvo la mayor puntuación. Desafortunadamente la canción solo obtuvo dos puntos del jurado de Macedonia, acabando en última posición. Ese mismo año ganó el Premio Barbara Dex a la concursante de Eurovisión "peor vestida" del año.